# Saint-Zacharie (Var)
Pour les articles homonymes, voir Saint-Zacharie.
Saint-Zacharie (prononcer [sɛ̃ zakaʁi]) est une commune française du Var en région Provence-Alpes-Côte d'Azur, à la limite avec les Bouches-du-Rhône. Elle est traversée par la route départementale 560 et par l'Huveaune.
Ses habitants sont appelés les Zachariens.

## Géographie

### Localisation
La commune est au centre d'un triangle composé de trois agglomérations régionales importantes (35 km de Aix-en-Provence et Marseille, 60 km de Toulon), et à 20 km de Cassis.
Les communes limitrophes sont Auriol, Trets, Nans-les-Pins et Plan-d'Aups-Sainte-Baume.

### Géologie et relief

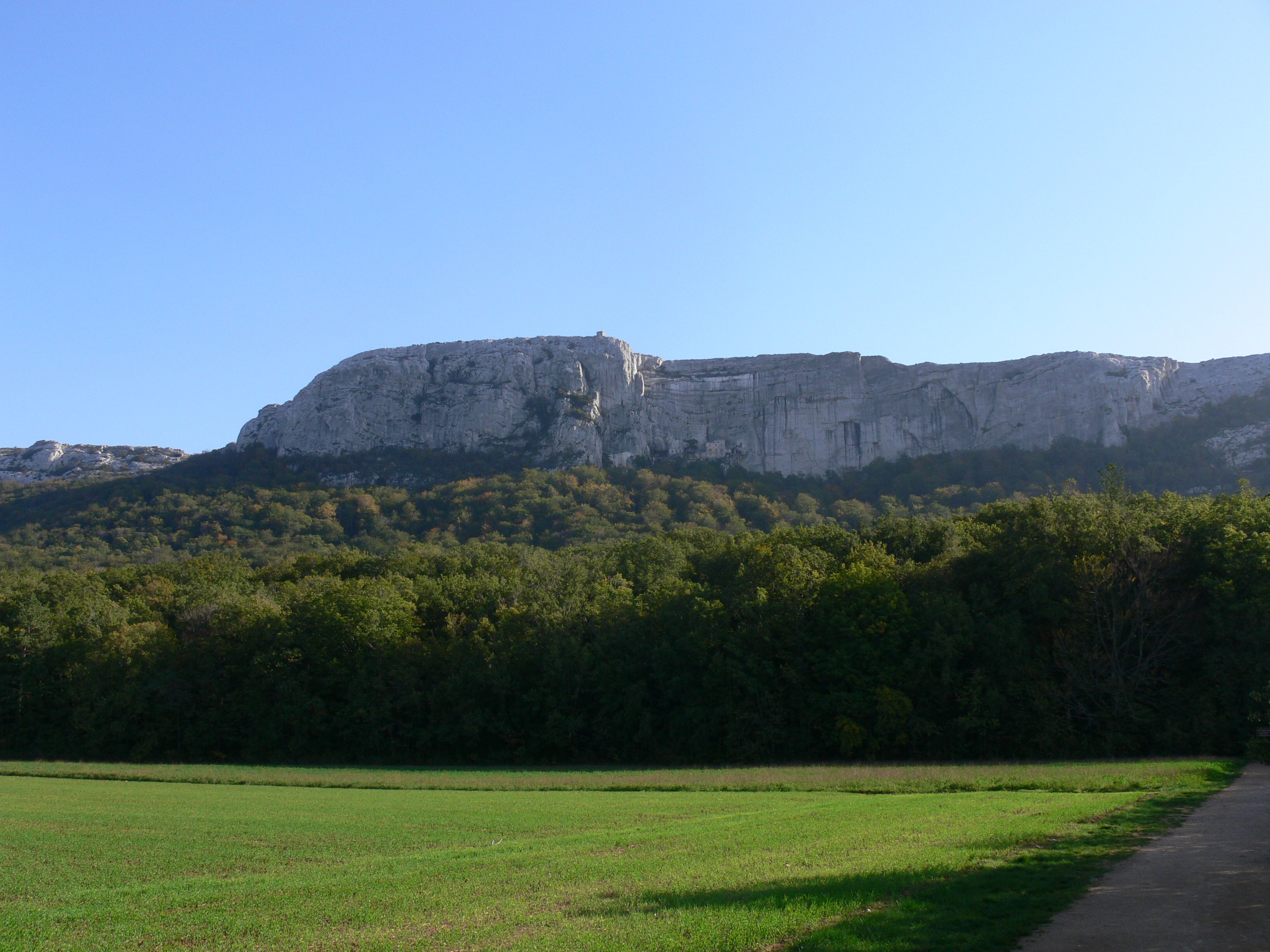
La hêtraie au tout début de l'automne (versant nord du massif).

La superficie de la commune est de 2 702 hectares, l'altitude varie entre 239 et 756 mètres.
La commune se situe dans le creux de la vallée de l'Huveaune, ouverte vers l'ouest, au milieu de plusieurs massifs montagneux : le massif de la Sainte-Baume, le massif du Garlaban et la montagne Sainte-Victoire
Les collines environnantes sont au nord du massif de la Sainte-Baume. Le point culminant de la commune, dans la forêt du Défens, au sud du village, a une altitude de 531 m.

### Hydrographie

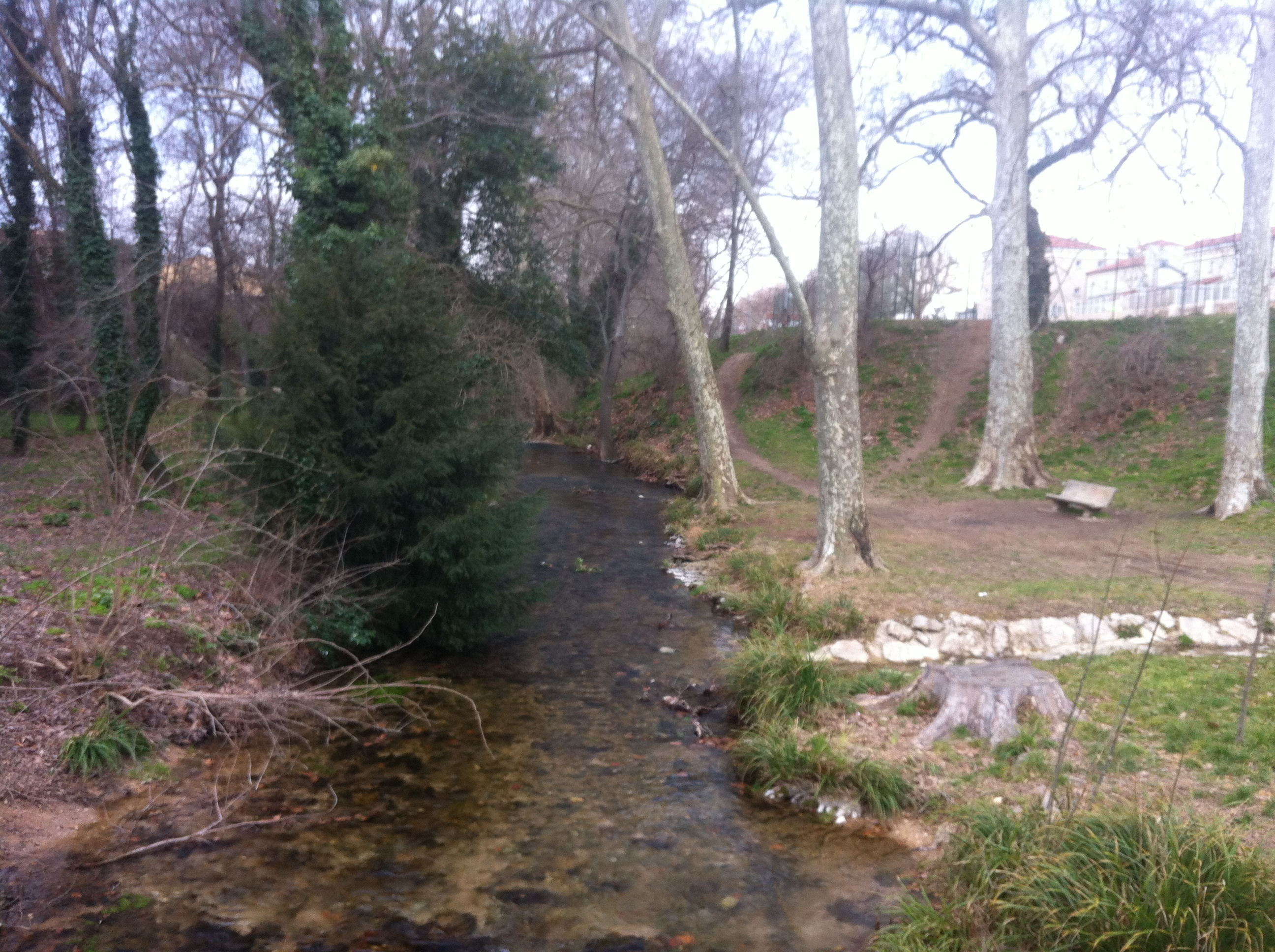
L'Huveaune à Saint-Zacharie.

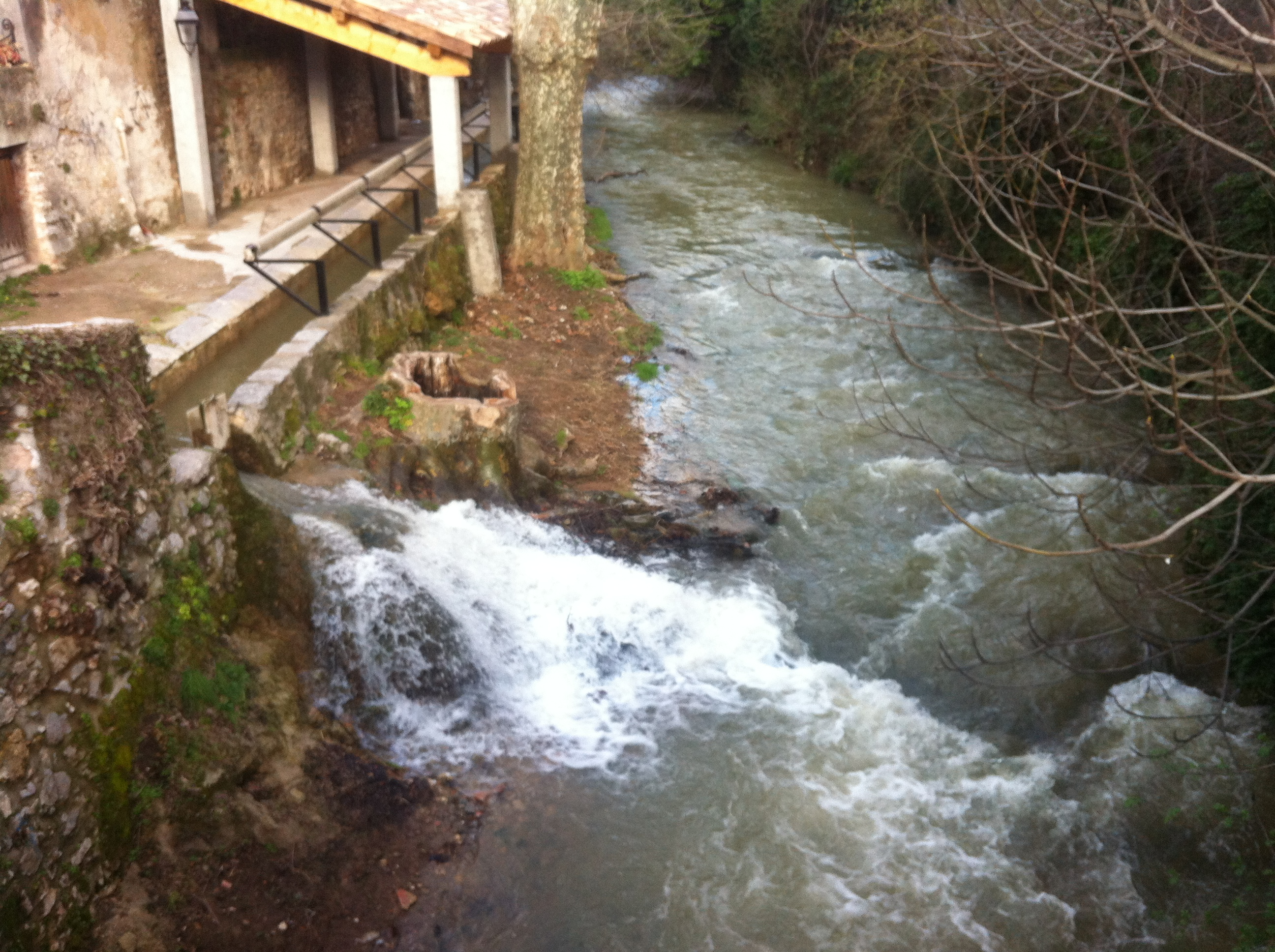
L'eau du lavoir tombant dans l'Huveaune.

La commune est arrosée par un seul cours d'eau : l'Huveaune, fleuve côtier, ainsi que par deux de ses affluents, le Vallat du Fenouilloux et le ruisseau du Peyruis.

### Climat
Pour des articles plus généraux, voir Climat de Provence-Alpes-Côte d'Azur et Climat du Var.
En 2010, le climat de la commune est de type climat méditerranéen franc, selon une étude du Centre national de la recherche scientifique s'appuyant sur une série de données couvrant la période 1971-2000. En 2020, Météo-France publie une typologie des climats de la France métropolitaine dans laquelle la commune est exposée à un climat méditerranéen et est dans la région climatique Provence, Languedoc-Roussillon, caractérisée par une pluviométrie faible en été, un très bon ensoleillement (2 600 h/an), un été chaud (21,5 °C), un air très sec en été, sec en toutes saisons, des vents forts (fréquence de 40 à 50 % de vents > 5 m/s) et peu de brouillards.
Pour la période 1971-2000, la température annuelle moyenne est de 13,8 °C, avec une amplitude thermique annuelle de 16 °C. Le cumul annuel moyen de précipitations est de 708 mm, avec 6 jours de précipitations en janvier et 1,9 jours en juillet. Pour la période 1991-2020, la température moyenne annuelle observée sur la station météorologique de Météo-France la plus proche, « Plan D'aups - Ste Baume_sapc », sur la commune de Plan-d'Aups-Sainte-Baume à 6 km à vol d'oiseau, est de 14,0 °C et le cumul annuel moyen de précipitations est de 1 001,8 mm. 
La température maximale relevée sur cette station est de 41,6 °C, atteinte le 28 juin 2019 ; la température minimale est de −8,9 °C, atteinte le 4 février 2012,,.
| Mois                                  | jan.          | fév.          | mars          | avril         | mai           | juin          | jui.          | août          | sep.          | oct.          | nov.          | déc.          | année     |
| ------------------------------------- | ------------- | ------------- | ------------- | ------------- | ------------- | ------------- | ------------- | ------------- | ------------- | ------------- | ------------- | ------------- | --------- |
| Température minimale moyenne (°C)     | 2,9           | 2,7           | 5             | 7,9           | 10,8          | 14,9          | 17,5          | 17,8          | 14,1          | 10,6          | 6,7           | 3,8           | 9,6       |
| Température moyenne (°C)              | 6             | 6,5           | 9,3           | 12,5          | 15,9          | 20,4          | 23,3          | 23,5          | 19,2          | 14,8          | 10            | 6,8           | 14        |
| Température maximale moyenne (°C)     | 9,1           | 10,3          | 13,6          | 17,1          | 20,9          | 25,9          | 29,1          | 29,3          | 24,3          | 19            | 13,2          | 9,7           | 18,5      |
| Record de froid (°C) date du record   | −6,8 10.01.10 | −8,9 04.02.12 | −4,4 11.03.10 | −3 03.04.22   | 1,7 05.05.19  | 6,5 01.06.11  | 10,2 15.07.16 | 10,1 30.08.23 | 2,9 27.09.20  | −2,2 28.10.12 | −5 29.11.13   | −8,2 20.12.09 | −8,9 2012 |
| Record de chaleur (°C) date du record | 20,7 28.01.08 | 21,1 24.02.20 | 23,4 31.03.12 | 27,2 09.04.11 | 31,5 27.05.22 | 41,6 28.06.19 | 38,1 21.07.22 | 39 05.08.17   | 33,2 04.09.23 | 30,5 08.10.23 | 22,4 14.11.23 | 18,6 31.12.21 | 41,6 2019 |
| Précipitations (mm)                   | 93,3          | 82,3          | 82,7          | 93,2          | 79,4          | 52            | 21,7          | 28,4          | 56            | 122,2         | 168           | 122,6         | 1 001,8   |

| Diagramme climatique                                  |             |           |             |              |            |              |              |            |             |            |             |
| J                                                     | F           | M         | A           | M            | J          | J            | A            | S          | O           | N          | D           |
| 9,12,993,3                                            | 10,32,782,3 | 13,6582,7 | 17,17,993,2 | 20,910,879,4 | 25,914,952 | 29,117,521,7 | 29,317,828,4 | 24,314,156 | 1910,6122,2 | 13,26,7168 | 9,73,8122,6 |
| Moyennes : • Temp. maxi et mini °C • Précipitation mm |             |           |             |              |            |              |              |            |             |            |             |

Les paramètres climatiques de la commune ont été estimés pour le milieu du siècle (2041-2070) selon différents scénarios d'émission de gaz à effet de serre à partir des nouvelles projections climatiques de référence DRIAS-2020. Ils sont consultables sur un site dédié publié par Météo-France en novembre 2022.

### Voies de communications

#### Voie routières
- La RD 560, qui traverse la commune, d'ouest en est, de Auriol à Nans-les-Pins.
- La RD 480, au sud-est du village, menant à Plan-d'Aups-Sainte-Baume.
- La RD 45, à l'ouest du village, vers le hameau le Moulin de Redon.
- La RD 85, au nord, qui va vers Trets, via le pas de la Couelle.

#### Transports
La commune de Saint-Zacharie dispose d'un réseau de transport en commun gratuit, nommé Les Lignes de l'Agglo, aujourd'hui fusionné avec La Métropole Mobilité, avec rotation quotidienne jusqu'au village. Plusieurs lignes de bus à la demande sont également disponibles. Les quatre arrêts de bus du village sont homologués pour accueillir les personnes à mobilité réduite, ainsi que les quatre lignes de bus (2 régulières dont 2 scolaires).

La companie de bus Zou ! dessert également les 3 arrêts principaux (Hors ZI) notamment avec la Ligne 92 d'Aubagne à Brignoles parcourant le PAE et la Provence Verte.

#### Pistes cyclables
Tous les nouveaux trottoirs comportent une piste cyclable, menant à la source des Nayes, et à d'autres circuits.

### Sismicité
Le Var est classé en trois zones de sismicité :
- zone 2 : risque faible. Cette zone concerne 107 communes, au centre et au sud (communes n'étant pas à l'abri d'un effet tsunami, lié à un séisme en mer).
- zone 3 : risque modéré. Cette zone concerne 38 communes, au nord (essentiellement comprises dans une bande allant de la montagne Sainte-Victoire, au massif de l'Estérel).
- zone 4 : risque moyen, mais le plus élevé du département, qui concerne huit communes, à l'extrême nord.

La commune de Saint-Zacharie est en zone 3.

## Urbanisme

### Typologie
Au 1er janvier 2024, Saint-Zacharie est catégorisée petite ville, selon la nouvelle grille communale de densité à sept niveaux définie par l'Insee en 2022.
Elle appartient à l'unité urbaine de Marseille-Aix-en-Provence, une agglomération inter-départementale regroupant 50  communes, dont elle est une commune de la banlieue,,. Par ailleurs la commune fait partie de l'aire d'attraction de Marseille - Aix-en-Provence, dont elle est une commune de la couronne,. Cette aire, qui regroupe 115 communes, est catégorisée dans les aires de 700 000 habitants ou plus (hors Paris),.

### Occupation des sols
L'occupation des sols de la commune, telle qu'elle ressort de la base de données européenne d’occupation biophysique des sols Corine Land Cover (CLC), est marquée par l'importance des forêts et milieux semi-naturels (79,8 % en 2018), en diminution par rapport à 1990 (81,5 %). La répartition détaillée en 2018 est la suivante : 
forêts (47,3 %), milieux à végétation arbustive et/ou herbacée (31,3 %), zones urbanisées (13,4 %), zones agricoles hétérogènes (6,9 %), espaces ouverts, sans ou avec peu de végétation (1,1 %). L'évolution de l’occupation des sols de la commune et de ses infrastructures peut être observée sur les différentes représentations cartographiques du territoire : la carte de Cassini (XVIIIe siècle), la carte d'état-major (1820-1866) et les cartes ou photos aériennes de l'IGN pour la période actuelle (1950 à aujourd'hui).

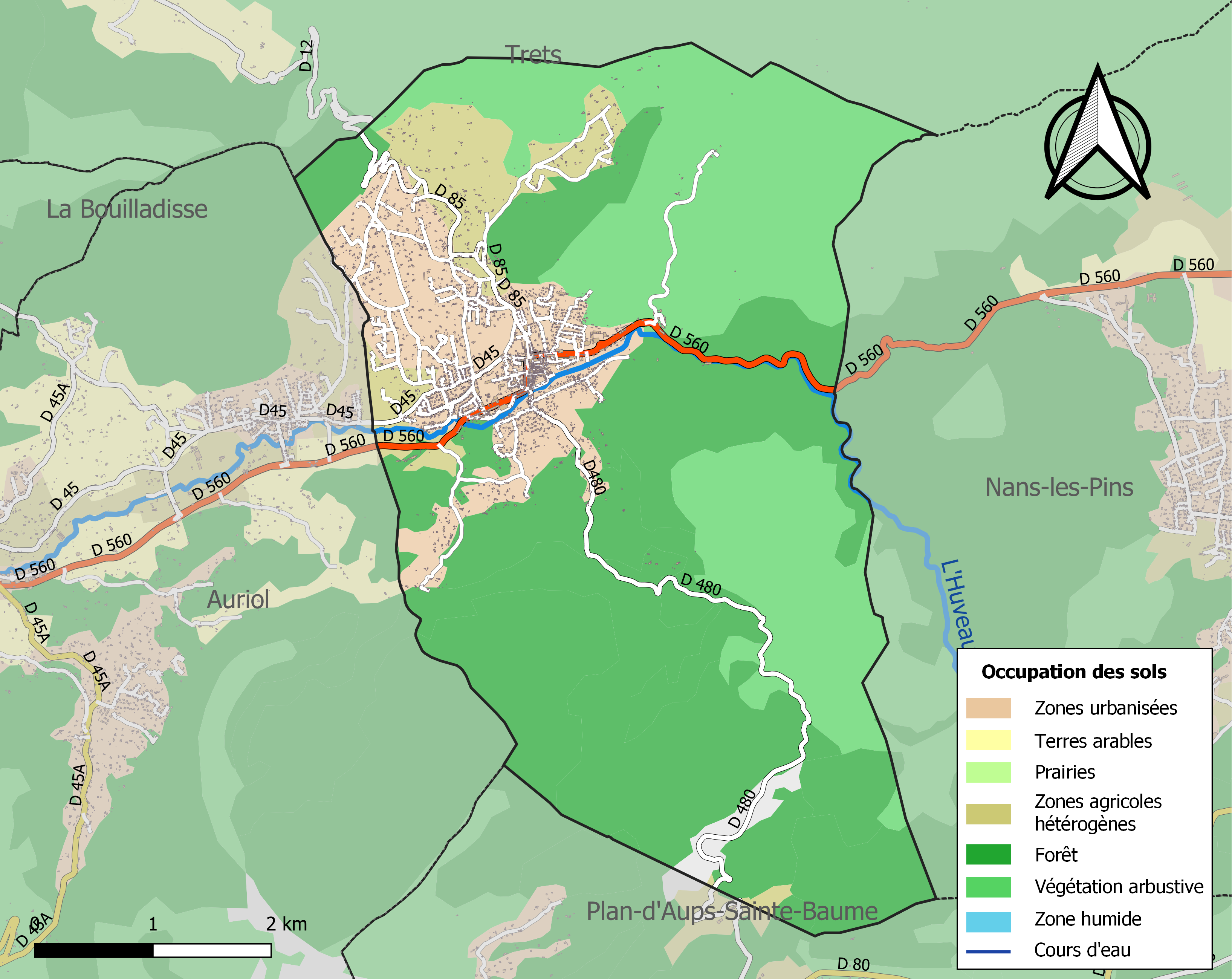
Carte des infrastructures et de l'occupation des sols de la commune en 2018 (CLC).

### Morphologie urbaine
Saint-Zacharie est le fruit de la réunification, en août 1034, de trois hameaux : Orgnon, sur les hauteurs en direction de la Sainte-Baume, Canorgue, sur les pentes de la colline Saint-Clair, et Rastoin, devenu le centre-ville.
Le quartier d'Orgnon est situé au sud du bourg, sur la route du Plan d'Aups, en direction de la Sainte-Baume. La zone, assez boisée de nos jours, est surtout connue par les Zachariens comme le siège de la chapelle d'Orgnon.
La commune de Saint-Zacharie était en grande partie constituée de champs, mais, depuis 1990, l'urbanisme s'étend rapidement, jusqu'à atteindre plus de 40 % de sa surface.
Le projet de la ZAC des Tuileries a étendu le village à l'est,.

### Logements

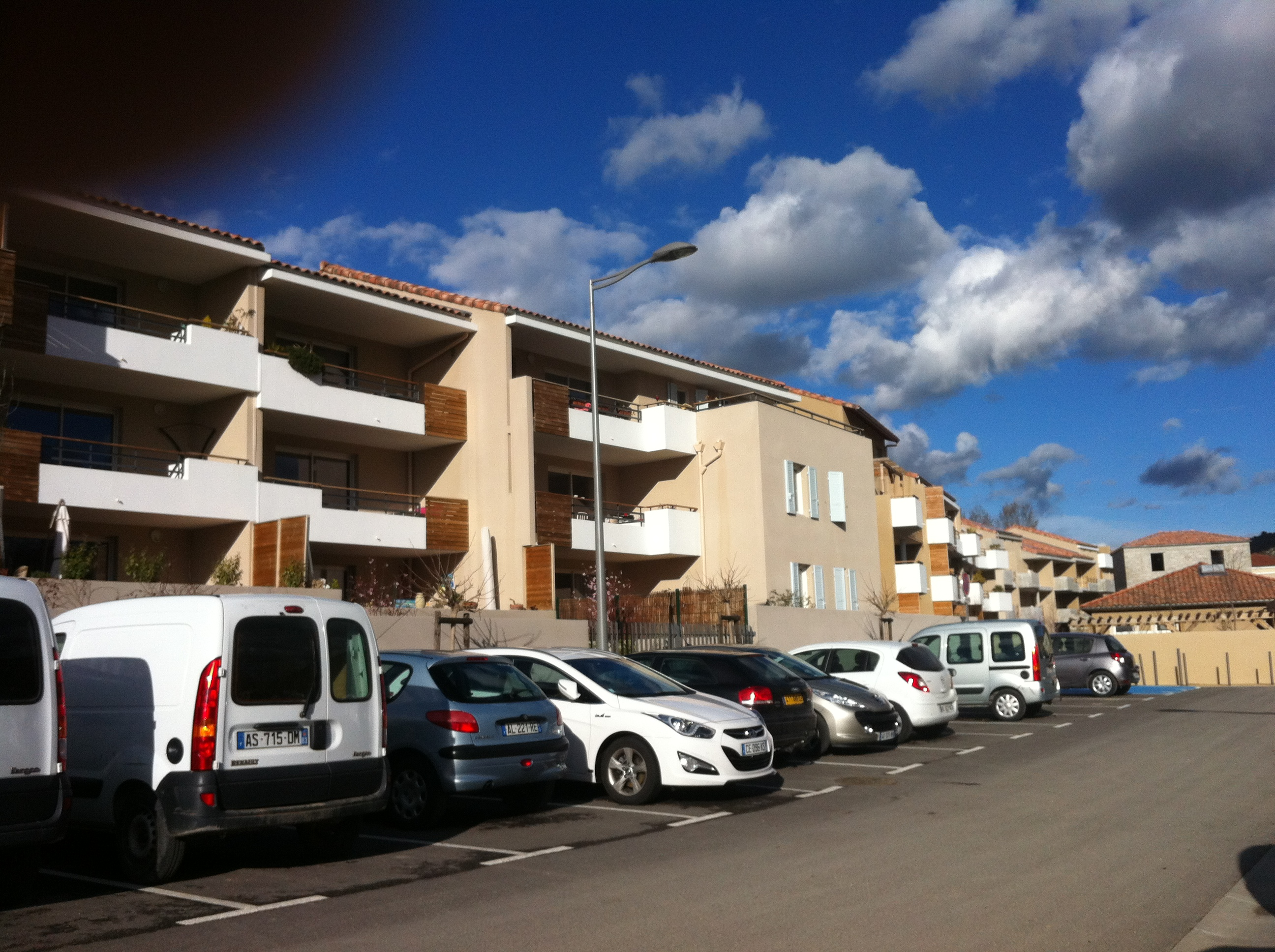
Logements construits.

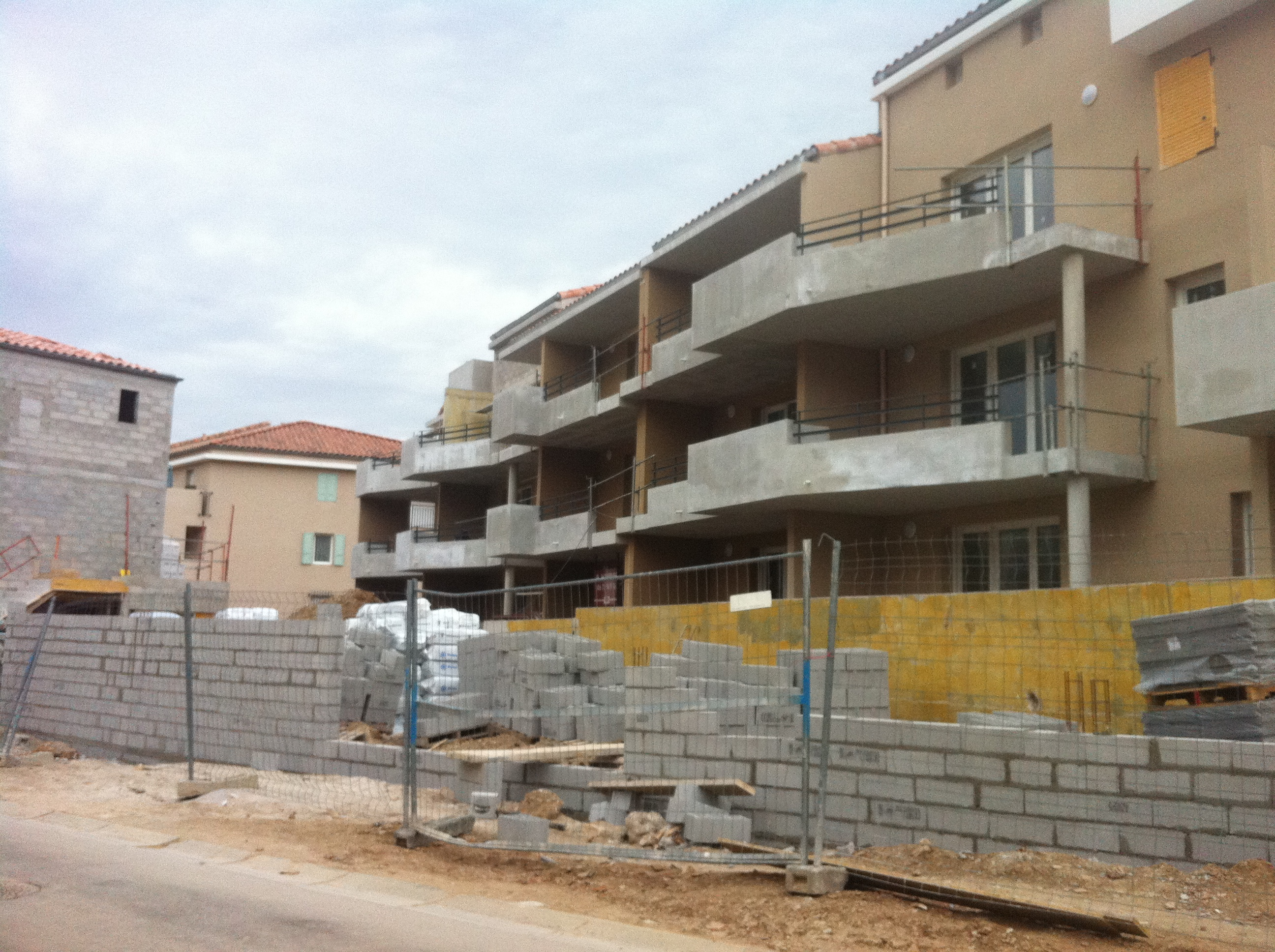
Constructions en cours.

En 2009, le nombre total de logements dans la commune était de 2 183, alors qu'il était de 1 757 en 1999.
Parmi ces logements, 90,4 % étaient des résidences principales, 4,2 % des résidences secondaires et 5,4 % des logements vacants. Ces logements étaient pour 69,2 % d'entre eux des maisons individuelles et pour 30,6 % des appartements.
La proportion des résidences principales, propriétés de leurs occupants était de 66,5 %, stable par rapport à 1999 (67 %).
L'équipement automobile des 1 974 ménages était le suivant : 71,5 % avaient un emplacement réservé au stationnement (contre 64,9 %), 90 % avaient au moins une voiture (contre 87,4), 51,1 % avaient au moins deux voitures (contre 48,2).

### Projets d'aménagements
Les Tuileries, à la sortie est du village, est une opération mixte en cours de réalisation en 2013. Ce projet a nécessité la modification du Plan d'occupation des sols, la municipalité voulant construire en priorité des logements sociaux : 220 logements, dont 70 sociaux, et 1 150 m2 de commerces et de services sont en construction en 2013.
La commune a aussi lancé l'opération Refaire les façades du cœur du village.
La construction d'HLM et de résidences à la sortie Est du village, ont amené une augmentation du nombre d'habitants.

## Toponymie
Le nom ancien de Saint-Zacharie est Segalarias, terme latin désignant des cultures de seigle. Ce nom a ensuite été interprété en hagiotoponyme, Zacharie étant un nom porté par plusieurs personnages bibliques et des évêques proches (un des évêques de Lyon et un des évêques de Vienne).

## Histoire

### Antiquité
Saint-Zacharie plonge ses racines dans un passé très reculé. Les hommes du néolithique sont peut-être les premiers occupants du sol zacharien. On a aussi retrouvé des traces celto-ligures, ainsi que d'une colonisation romaine (Camp d'Aghas). Une portion de voie romaine pavée est visible près du pont d'Orgnon. Et l'emprise d'un camp romain a été révélée près de la source des Nayes.

### Moyen Âge
Situé au bord de l'Huveaune, le village, alors appelé Rastoin, est au IXe siècle envahi par les Maures qui détruisent l'église du VIIe siècle, entourée de quelques huttes. Des moines, venus de l'est, la reconstruisent dès 1030, en la dédiant à saint Zacharie. Aujourd'hui, elle est dédiée à saint Jean-Baptiste. Après des invasions, des occupations, ce sont des épidémies qui désolent la Provence, et la vallée de l'Huveaune.
Saint-Zacharie est rattaché à la baillie de Saint-Maximin en 1252.
Le castrum d'Orgnon (aussi mentionné bourg castral).
Le bourg castral de Savard au lieu-dit La Jauvine.
Le bourg castral d'Estusse.

### Époque contemporaine
Aux XVIIIe et XIXe siècles, la ville connait un essor important, notamment sous l'impulsion de deux maires successifs : de 1797 à 1799, Paul Gaimard (dont on retient qu'il fut assassiné par des bandits de grand chemin, au lieu-dit d'Estusse, sur la route de Trets, où il se rendait à l'occasion d'une foire), et son fils Mars-Hercule, qui entreprend, au début du XIXe siècle, des travaux de création et d'innovation.

## Politique et administration

### Tendances politiques et résultats

#### Élection présidentielle de 2012
À l'élection présidentielle de 2012, le taux de participation au premier tour est de 84,80 % à Saint-Zacharie ; François Hollande (PS) obtient 18,84 % des voix, Nicolas Sarkozy (UMP) 27,16 %, Jean-Luc Mélenchon (Parti de gauche) 11,65 %, Marine Le Pen (FN) 27,93 % et François Bayrou (MoDem) 8,95 %, les cinq autres candidats recueillant chacun moins de 3 % des suffrages exprimés. Au second tour de l'élection, le taux de participation est de 84,33 % ; François Hollande obtient 44,36 % des suffrages exprimés et Nicolas Sarkozy 55,64 %.

#### Élection législative de 2012
À l'élection législative de 2012, dans la 6e circonscription du Var, sur la commune de Saint-Zacharie : au second tour de l'élection sur Saint-Zacharie, le taux de participation est de 50,17 % ; Josette Pons (UMP) obtient 57,12 % des voix exprimées et est élue, Armelle De Pierrefeu (FN) obtient 44,88 % des voix.

#### Élections cantonales
Les dernières élections cantonales ont eu lieu en 2011. Le taux de participation aux 2e tour des Élections cantonales de 2011 est de 40,80 %. Horace Lafranchi (UMP) est élu avec 62,40 % des voix. Alain Decanis (PS) obtient 37,60 % des voix.

#### Élections municipales
Aux Élections municipales de 2008 à Saint-Zacharie le pourcentage de participation était, au premier tour, de 96,8 %. Pierre Coulomb (maire depuis 1989), (réélu) a eu 60,47 % des voix exprimées et Danièle Collombon 39,53 %.

### Intercommunalité
La commune fait partie de la métropole d'Aix-Marseille-Provence, intercommunalité dont 90 des 92 communes sont présentes dans les Bouches-du-Rhône.
Aujourd’hui, Saint-Zacharie est parmi les plus dynamiques communes du pays d'Aubagne et de l'Étoile.

### Administration municipale
Le nombre d'habitants de la commune étant compris entre 4 000 et 8 000 au dernier recensement, le nombre de membres du conseil municipal est de 26, bien que le site de la mairie présente curieusement 27 noms : le maire, huit adjoints, treize conseillers de la majorité municipale, cinq élus d'opposition.

### Liste des maires

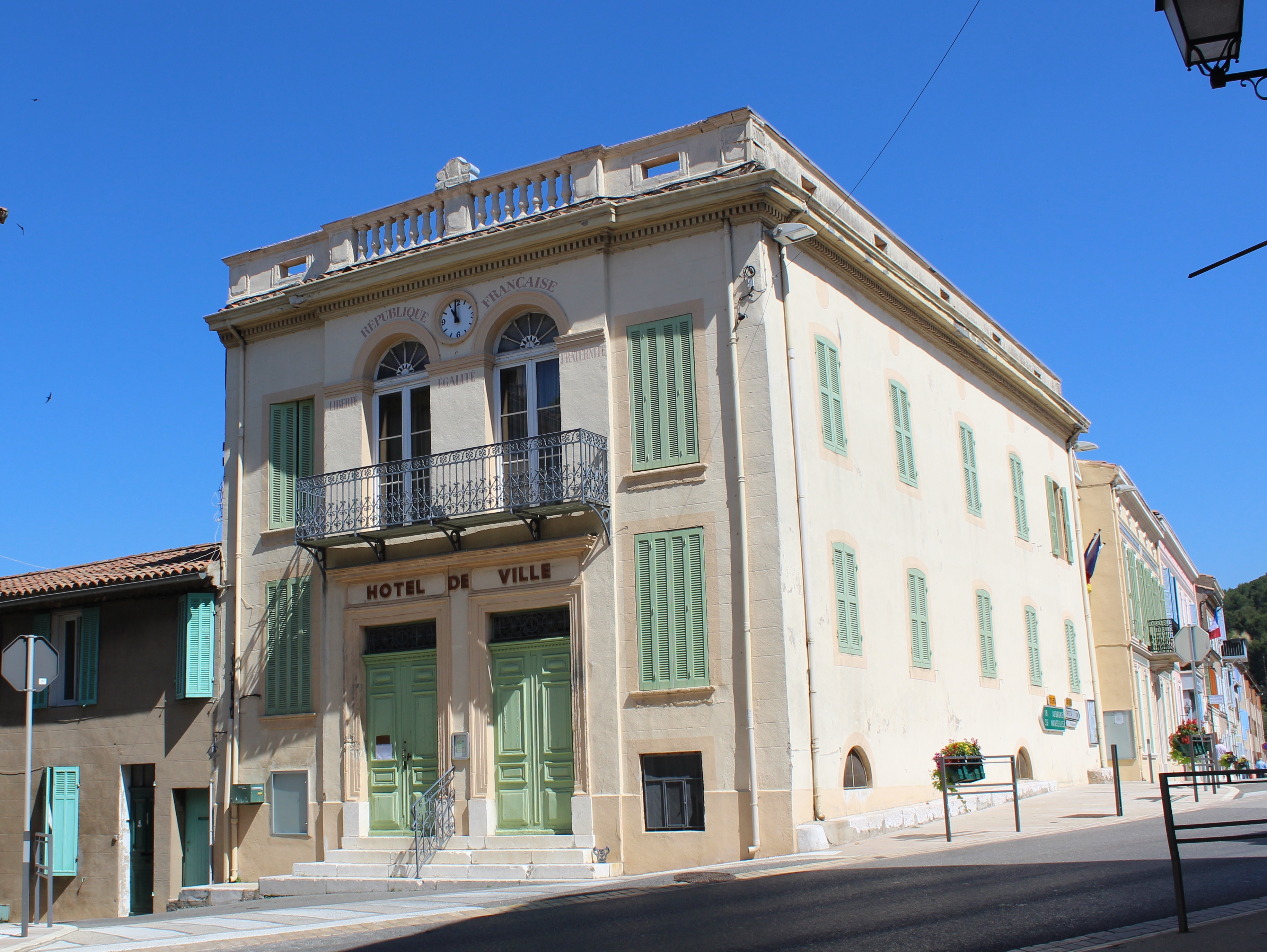
La mairie.

| Période                                  | Période      | Identité                             | Étiquette   | Qualité |
| ---------------------------------------- | ------------ | ------------------------------------ | ----------- | --- |
| 1790                                     | 1791         | Jean Cougit                          |             | Ménager |
| 1791                                     | 1792         | Antoine-Paulin-Placide Besson        |             | |
| 1792                                     | 1793         | Louis Brun                           |             | |
| 1793                                     | 1795         | Guillaume-Placide Raphaël            |             | |
| 1795                                     | 1795         | Jacques Grimaud                      |             | |
| 1795                                     | 1797         | Jean-Baptiste-Zacharie Michel        |             | |
| 1797                                     | 1797         | Jean-Antoine Guiramand               |             | |
| 1797                                     | 1797         | Charles Matheron                     |             | Tisserand |
| 1797                                     | 1800         | Paul Gaimard                         |             | Propriétaire |
| 1800                                     | 1808         | Joseph-Polycarpe Cachard             |             | Commerçant, propriétaire |
| 1808                                     | 1816         | Augustin-Simon Pignol                |             | Notaire, avocat |
| 1816                                     | 1821         | Jacques-Philippe Mossy               |             | Propriétaire |
| 1821                                     | 1825         | Jean-Joseph-Benoît Maloy             |             | Officier de santé |
| 1825                                     | 1829         | François-Xavier Demane               |             | Propriétaire |
| 1829                                     | 1830         | Antoine-Auguste Justinien            |             | |
| 1830                                     | 1834         | Louis-Maurice Chateauneuf            |             | Propriétaire |
| 1834                                     | 1848         | Mars-Hercule Gaimard                 |             | Propriétaire |
| 1848                                     | 1848         | Antoine-Charles Rougier              |             | Propriétaire, président de la commission municipale |
| 1848                                     | 1865         | Mars-Hercule Gaimard                 |             | Propriétaire |
| 1865                                     | 1870         | Auguste-Fortuné-Alexandre Barthélémy |             | Propriétaire |
| 1870                                     | 1877         | André-Gustave-Léandre Cachard        |             | |
| 1877                                     | 1878         | Auguste-Fortuné-Alexandre Barthélémy |             | Propriétaire |
| 1878                                     | 1878         | Antoine-Charles Rougier              |             | Propriétaire |
| 1878                                     | 1892         | Henri-Honoré Plumier                 |             | Fabricant de moellons |
| 1892                                     | 1896         | Joseph-François Artuphel             |             | Fabricant de moellons |
| 1896                                     |              | Joseph-Toussaint Barthélémy          |             | Vernisseur |
| Les données manquantes sont à compléter. |              |                                      |             | |
| 1908                                     | ?            | Joseph Toussaint Barthelemy          |             | |
| décembre 1919                            | octobre 1936 | André Mailloux                       | SFIO        | Industriel puis négociant en grains |
| Les données manquantes sont à compléter. |              |                                      |             | |
| 1980                                     | mai 2020     | Pierre Coulomb                       | PS puis DVG | Contrôleur des PTT retraité 7e vice-président de la CA du Pays d'Aubagne et de l'Étoile (? → 2015) 5e vice-président du Pays d'Aubagne et de l'Étoile (2016 → 2020) |
| mai 2020                                 | En cours     | Jean-Jacques Coulomb                 | DVG         | Retraité Vinci Autoroutes 3e vice-président du Pays d'Aubagne et de l'Étoile (2020 → ) Fils du précédent                                                            |
| Les données manquantes sont à compléter. |              |                                      |             | |

### Institutions judiciaires et administratives
Saint-Zacharie relève du tribunal d'instance de Brignoles, du tribunal de grande instance de Draguignan, de la cour d'appel d'Aix-en-Provence, du tribunal pour enfants de Draguignan, du conseil de prud'hommes de Draguignan, du tribunal de commerce de Draguignan, du tribunal administratif de Toulon et de la cour administrative d'appel de Marseille.

### Politique environnementale
La commune dispose d'un réseau de colonnes de tri pour que les habitants puissent faire leur tri sélectif. Chaque jour, les éboueurs de la communauté d'agglomération du pays d'Aubagne et de l'Étoile passent pour ramasser les conteneurs mis gratuitement à la disposition des nouveaux habitants de l'agglomération.
Plusieurs conteneurs permettent au Zachariens de faire un tri sélectif. Un camion passe deux fois par mois pour effectuer gratuitement le ramassage des « encombrants » (sommiers, électroménager, meubles…), cependant la commune ne possède pas son propre centre de traitement des déchets. La déchèterie la plus proche est la déchèterie d'Auriol.
La commune fait partie du nouveau parc naturel régional de la Sainte-Baume, créé par décret du 20 décembre 2017.

#### Développement durable
Depuis 2009, Saint-Zacharie est engagée dans une politique de développement durable. Elle vise la réduction, d'ici 2015, de l'émission des gaz à effet de serre à hauteur de 20 %, celle de l'utilisation des énergies fossiles[réf. nécessaire] et celle de la consommation d'énergie, grâce aux ampoules basse-consommation pour l'éclairage public.
Les moyens de transport « doux », comme le vélo ou la marche, sont privilégiés avec l'aménagement de bandes cyclables et d'espaces piétons. Le collège a été conçu pour répondre aux besoins de la commune pour le développement durable, grâce à des lampes basse consommation d'énergie et à une structure en bois[réf. nécessaire].

### Jumelages
Au 8 Mai 2025, Saint-Zacharie est jumelée avec la commune d'Arienzo (IT), qui est son seul jusqu'à présent.

## Population et société

### Démographie

#### Évolution démographique
L'évolution du nombre d'habitants est connue à travers les recensements de la population effectués dans la commune depuis 1793. Pour les communes de moins de 10 000 habitants, une enquête de recensement portant sur toute la population est réalisée tous les cinq ans, les populations de référence des années intermédiaires étant quant à elles estimées par interpolation ou extrapolation. Pour la commune, le premier recensement exhaustif entrant dans le cadre du nouveau dispositif a été réalisé en 2006.
En 2022, la commune comptait 5 877 habitants, en évolution de +6,1 % par rapport à 2016 (Var : +4,98 %, France hors Mayotte : +2,11 %).
| 1793  | 1800  | 1806  | 1821  | 1831  | 1836  | 1841  | 1846  | 1851  |
| ----- | ----- | ----- | ----- | ----- | ----- | ----- | ----- | ----- |
| 1 600 | 1 682 | 1 693 | 1 788 | 1 729 | 1 715 | 1 622 | 1 694 | 1 707 |

| 1856  | 1861  | 1866  | 1872  | 1876  | 1881  | 1886  | 1891  | 1896  |
| ----- | ----- | ----- | ----- | ----- | ----- | ----- | ----- | ----- |
| 1 618 | 1 737 | 1 769 | 1 779 | 1 775 | 1 669 | 1 696 | 1 655 | 1 650 |

| 1901  | 1906  | 1911  | 1921  | 1926  | 1931  | 1936  | 1946  | 1954  |
| ----- | ----- | ----- | ----- | ----- | ----- | ----- | ----- | ----- |
| 1 684 | 1 670 | 1 702 | 1 552 | 1 638 | 1 525 | 1 486 | 1 632 | 1 429 |

| 1962  | 1968  | 1975  | 1982  | 1990  | 1999  | 2006  | 2011  | 2016  |
| ----- | ----- | ----- | ----- | ----- | ----- | ----- | ----- | ----- |
| 1 358 | 1 499 | 1 532 | 2 206 | 3 224 | 4 184 | 4 776 | 4 972 | 5 539 |

| 2021  | 2022  | - | - | - | - | - | - | - |
| ----- | ----- | - | - | - | - | - | - | - |
| 5 931 | 5 877 | - | - | - | - | - | - | - |

En 2009, la commune comptait 1 448 familles (1 236 en 1999), se répartissant de la façon suivante : 45,2 % sans enfant (41,4 en 1999), 25,9 % ayant un enfant (23,3 %), 21,1 % ayant deux enfants (27,5 %), 7,2 % ayant trois enfants (6,2 %) et 0,5 % ayant au moins quatre enfants (1,3 %).
Ce tableau indique plusieurs indicateurs démographiques de la commune de Saint-Zacharie :
|                                                  | 1968 à 1975 | 1975 à 1982 | 1982 à 1990 | 1990 à 1999 | 1999 à 2009 |
| ------------------------------------------------ | ----------- | ----------- | ----------- | ----------- | ----------- |
| Variation annuelle moyenne de la population en % | +0,3        | +5,3        | +4,9        | +3,1        | +1,3        |
| - due au solde naturel en %                      | -0,5        | -0,4        | +0,0        | +0,0        | +0,1        |
| - due au solde apparent des entrées sorties en % | +0,8        | +5,7        | +4,9        | +3,1        | +1,3        |
| Taux de natalité en %                            | 11,7        | 9,3         | 12,6        | 10,6        | 10,6        |
| Taux de mortalité en %                           | 17,1        | 13,6        | 13,1        | 10,9        | 9,9         |

#### Pyramide des âges
En 2018, le taux de personnes d'un âge inférieur à 30 ans s'élève à 33,4 %, soit au-dessus de la moyenne départementale (30,2 %). À l'inverse, le taux de personnes d'âge supérieur à 60 ans est de 25,0 % la même année, alors qu'il est de 32,5 % au niveau départemental.
En 2018, la commune comptait 2 954 hommes pour 3 039 femmes, soit un taux de 50,71 % de femmes, légèrement inférieur au taux départemental (51,95 %).
Les pyramides des âges de la commune et du département s'établissent comme suit.
| Hommes | Classe d’âge | Femmes |
| ------ | ------------ | ------ |
| 0,5    | 90 ou +      | 1,6    |
| 6,0    | 75-89 ans    | 9,0    |
| 16,5   | 60-74 ans    | 16,5   |
| 22,0   | 45-59 ans    | 23,0   |
| 18,8   | 30-44 ans    | 19,5   |
| 16,7   | 15-29 ans    | 13,8   |
| 19,7   | 0-14 ans     | 16,6   |

| Hommes | Classe d’âge | Femmes |
| ------ | ------------ | ------ |
| 1      | 90 ou +      | 2,3    |
| 10,1   | 75-89 ans    | 12,6   |
| 19,7   | 60-74 ans    | 21     |
| 20     | 45-59 ans    | 19,9   |
| 17,3   | 30-44 ans    | 16,7   |
| 15,4   | 15-29 ans    | 13,2   |
| 16,4   | 0-14 ans     | 14,3   |

Statut marital des personnes à Saint-Zacharie en 2009 en pourcentage[Passage à actualiser]
- Divorcé(e) (7,7 %)
- Veuf (veuve) (7,4 %)
- Marié(e) (52,7 %)
- Célibataire (32,2 %)

### Enseignement

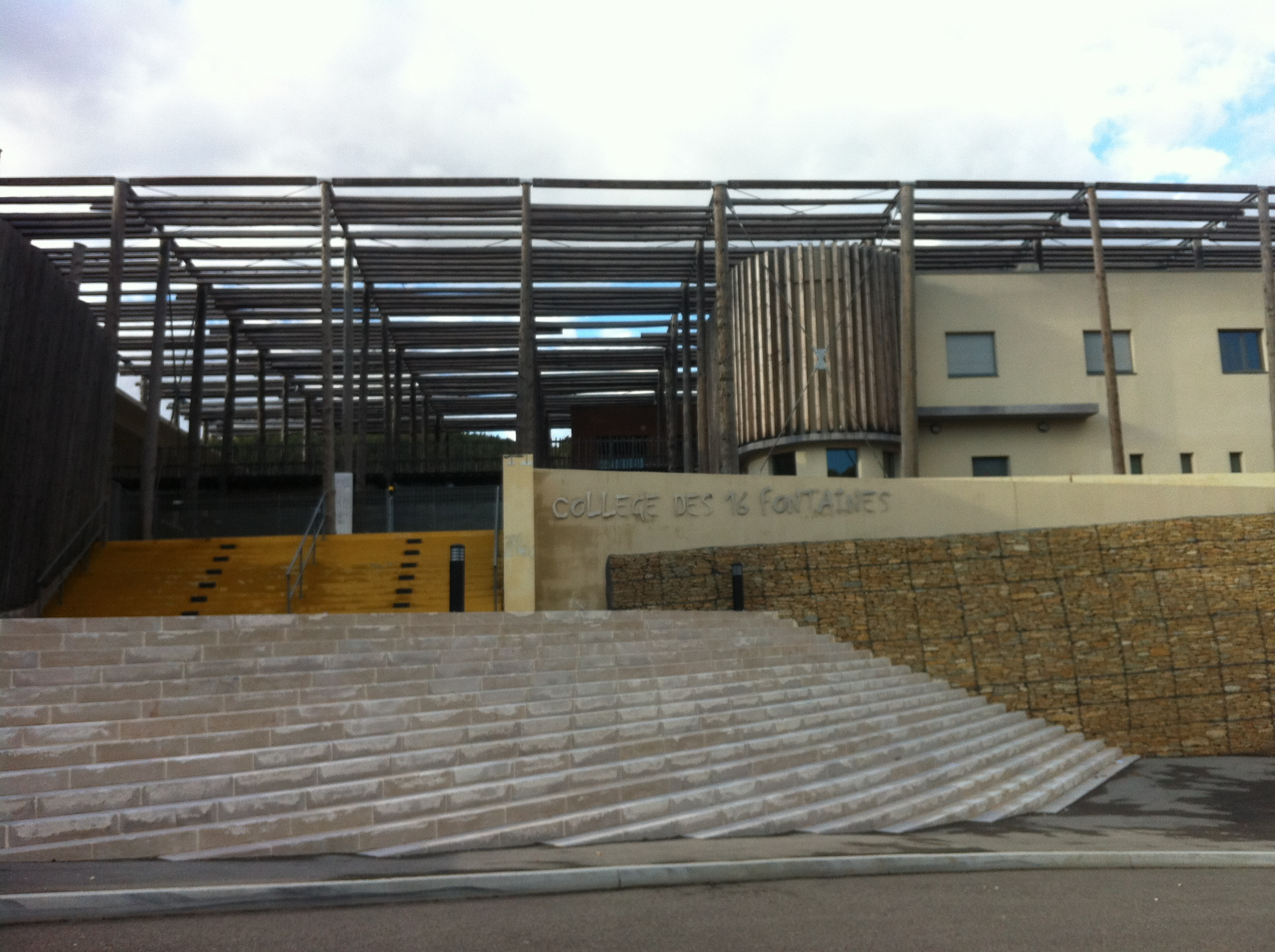
Collège des Seize-Fontaines.

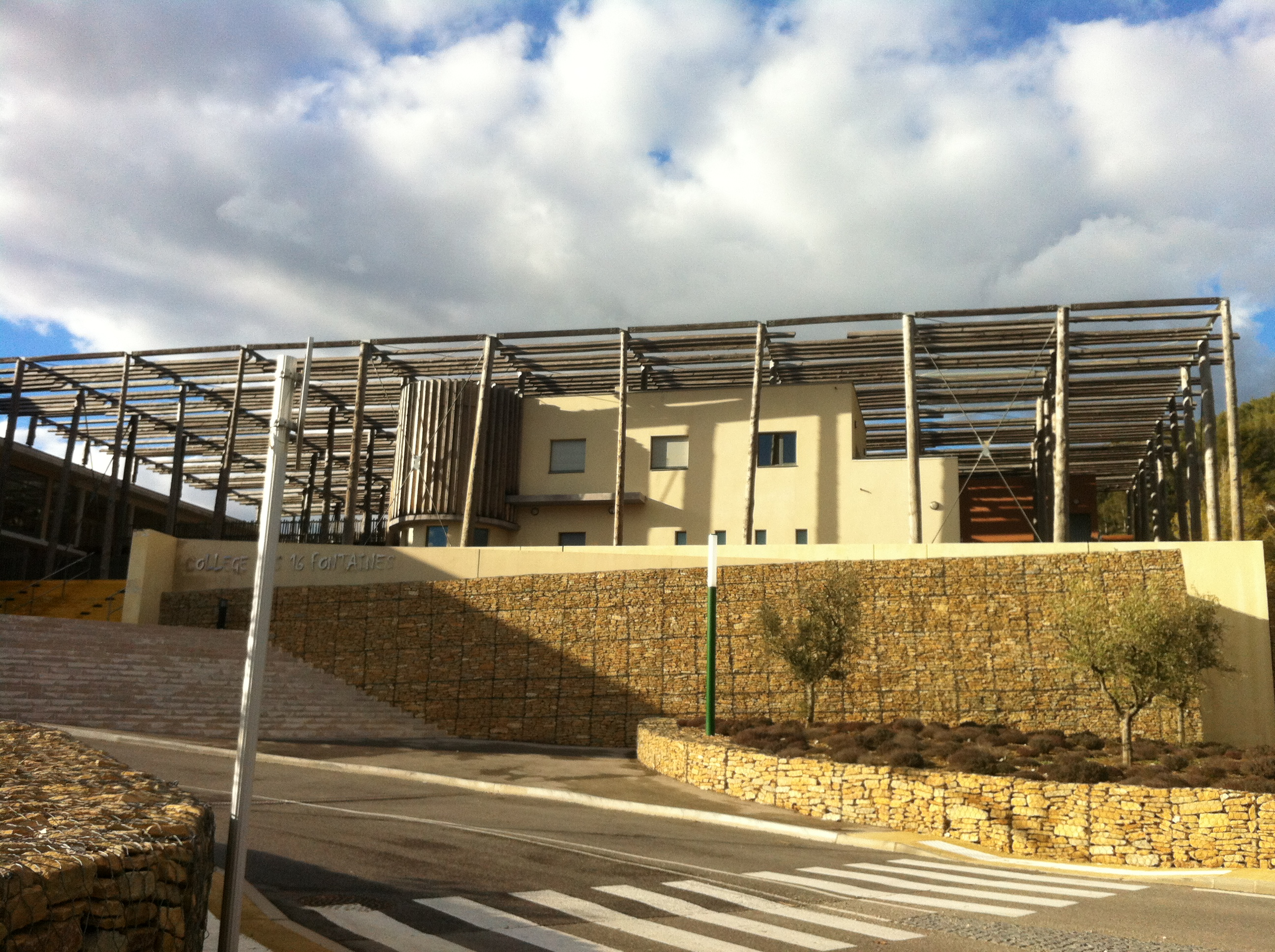
Collège des Seize-Fontaines.

La commune est située dans l'académie de Nice.
Elle administre une école maternelle, de 148 élèves, en 2012-2013 et l'école élémentaire Paul-Cézanne, de 290 élèves, en 2012-2013, communales.
Le département administre le collège des Seize-Fontaines, le premier collège du département à obtenir le label HQE (Haute Qualité Environnementale),.
En 2009, le taux de scolarisation était de 74,7 % pour la tranche d'âge 2-5 ans (identique au taux national), de 97,6 % pour la tranche 6-10 ans (98,7 %), de 98,6 % pour la tranche 11-14 ans (99,1%), de 97,1 % pour la tranche 15-17 ans (96,1 %), de 46,3 % pour la tranche 18-24 ans (51,5 %), de 4,1 % pour la tranche 25-29 ans (7,3 %) et de 0,7 % pour les plus de trente ans (0,9 %),.

### Services et santé
Plusieurs services administratifs et de santé sont à la disposition des habitants : orthodontistes, orthophonistes, médecins, infirmiers libéraux, bureaux de poste, tabac, bar, bureau de presse, mécanicien, pharmacien, toilettage pour chien, tatoueurs, alimentations générales… Une maison de retraite est également installée sur la commune, sur les pentes de l'actuelle colline Saint-Clair, qui donne son nom à l'établissement.

#### Services de sécurité
La commune compte trois services de sécurité : une agence de police municipale, une gendarmerie nationale et un centre de secours de quarante pompiers.

### Sports
De nombreux sports sont praticables au Country Club Piscine (pétanque, natation, tennis, football), mais également canyoning, équitation à la ferme équestre La Palomanon, escalade, golf (au Golf de la Sainte-Baume), handball, parcours acrobatique en hauteur, pêche, randonnées et ride VTT.

### Cultes
La paroisse catholique de Saint Zacharie dépend du doyenné de Saint-Maximin-la-Sainte-Baume au sein du diocèse de Fréjus-Toulon.

## Économie

### Revenus de la population et fiscalité
En 2010, le revenu fiscal médian par ménage était de 33 777 €, ce qui plaçait Saint-Zacharie au 8 083e rang parmi les 31 525 communes de plus de 39 ménages en métropole.
En 2009, le revenu net déclaré moyen était de 25 309 € (pour une moyenne nationale de 23 230 €) et la proportion de foyers imposables était de 58,2 pour une moyenne nationale de 53,6 %.

### Budget et fiscalité 2015
En 2015, le budget de la commune était constitué ainsi :
- total des produits de fonctionnement : 6 121 000 €, soit 1 201 € par habitant ;
- total des charges de fonctionnement : 5 508 000 €, soit 1 080 € par habitant ;
- total des ressources d’investissement : 1 966 000 €, soit 386 € par habitant ;
- total des emplois d’investissement : 1 818 000 €, soit 357 € par habitant.
- endettement : 3 629 000 €, soit 712 € par habitant.

Avec les taux de fiscalité suivants :
- taxe d’habitation : 18,02 % ;
- taxe foncière sur les propriétés bâties : 33,36 % ;
- taxe foncière sur les propriétés non bâties : 144,50 % ;
- taxe additionnelle à la taxe foncière sur les propriétés non bâties : 0 % ;
- cotisation foncière des entreprises : 0 %.

### Emploi
En 2012-2013, plusieurs emplois sont créés par un recrutement de personnel pour la grande surface et, également, pour la construction des nouveaux commerces et logements.
En 2009, la population âgée de 15 à 64 ans s'élevait à 3 167 personnes, parmi lesquelles on comptait 73,4 % d'actifs, dont 66,6 % ayant un emploi, et 6,8 % de chômeurs. On comptait à cette date 745 emplois dans la commune, contre 541 en 1999. Le nombre d'actifs ayant un emploi résidant dans la commune étant de 2 133, l'indicateur de concentration d'emploi est de 59,4 %, ce qui signifie que la commune offrait un emploi pour un peu plus de deux habitants actifs.
Répartition des emplois par domaine d'activité à Saint-Zacharie en 2009
|                        | Agriculteurs | Artisans, commerçants, chefs d'entreprise | Cadres, professions intellectuelles | Professions intermédiaires | Employés | Ouvriers |
| ---------------------- | ------------ | ----------------------------------------- | ----------------------------------- | -------------------------- | -------- | -------- |
| Saint-Zacharie         | 0,5 %        | 14,3 %                                    | 9,9 %                               | 19,9 %                     | 41,2 %   | 14,2 %   |
| Moyenne nationale      | 1,9 %        | 6,1 %                                     | 16,2 %                              | 25,0 %                     | 28,5 %   | 22,2 %   |
| Sources des données, : |              |                                           |                                     |                            |          |          |

### Entreprises et commerces
Au 31 décembre 2010, Saint-Zacharie comptait 323 établissements : sept dans l’agriculture-sylviculture-pêche, vingt dans l'industrie, cinquante-trois dans la construction, cent quatre-vingt-quatre dans le commerce-transports-services divers et cinquante étaient relatifs au secteur administratif.
En 2011, quarante-deux entreprises ont été créées à Saint-Zacharie dont vingt-huit par des auto-entrepreneurs.
La ZAC de la Petite-Foux contribue à l'économie du village, au même titre que celle à l'ouest. Une troisième ZAC, à la sortie est du village, est en construction de janvier 2008 à mai 2013. Début 2013, certains commerces sont déjà ouverts ou en cours d'ouverture dans la ZAC.
Du côté ouest du village, la présence de plusieurs petits commerces, restaurants, boulangeries mais aussi de commerces de grandes enseignes, contribuent également à l'économie du village.
L'agriculture, sur la commune, est principalement constituée de vignes et d'olives :
La Coopérative vinicole de Saint-Zacharie.
La coopérative agricole (coopérative oléicole) dite Coopérative oléicole de Saint-Zacharie.
Sept restaurants et un hôtel-restaurant sont présents sur la commune, ainsi que plusieurs centres équestres et de nombreux départs de randonnées.

## Culture locale et patrimoine

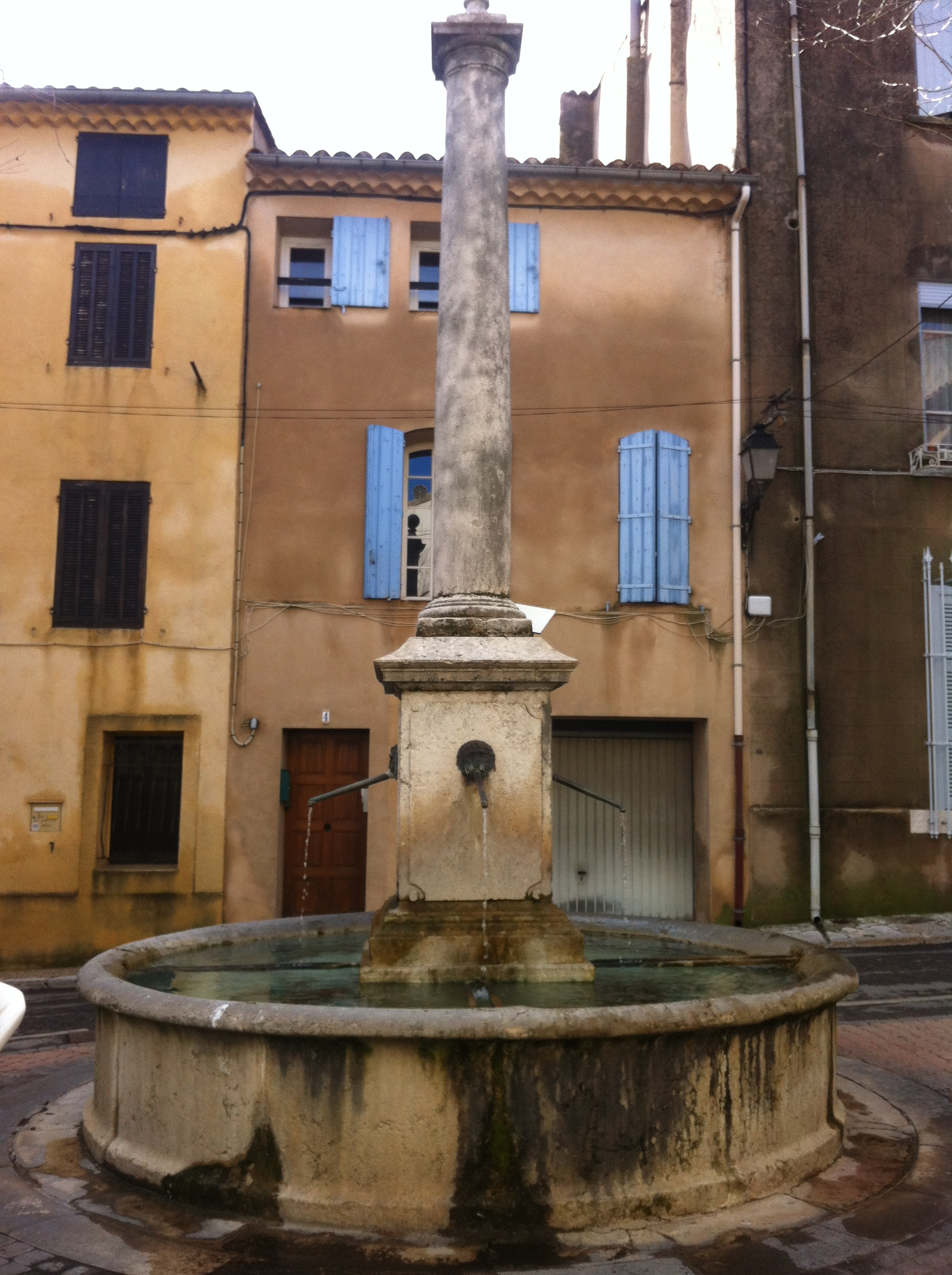
Fontaine de la place de l'église, Saint-Zacharie.

Saint-Zacharie fait partie des douze communes de Marseille-Provence 2013, capitale européenne de la culture 2013.

### Lieux et monuments

#### Patrimoine religieux
La commune possède deux monuments inscrits au titre des monuments historiques :
- la chapelle des Pénitents, inscrite depuis 1988[65] ;

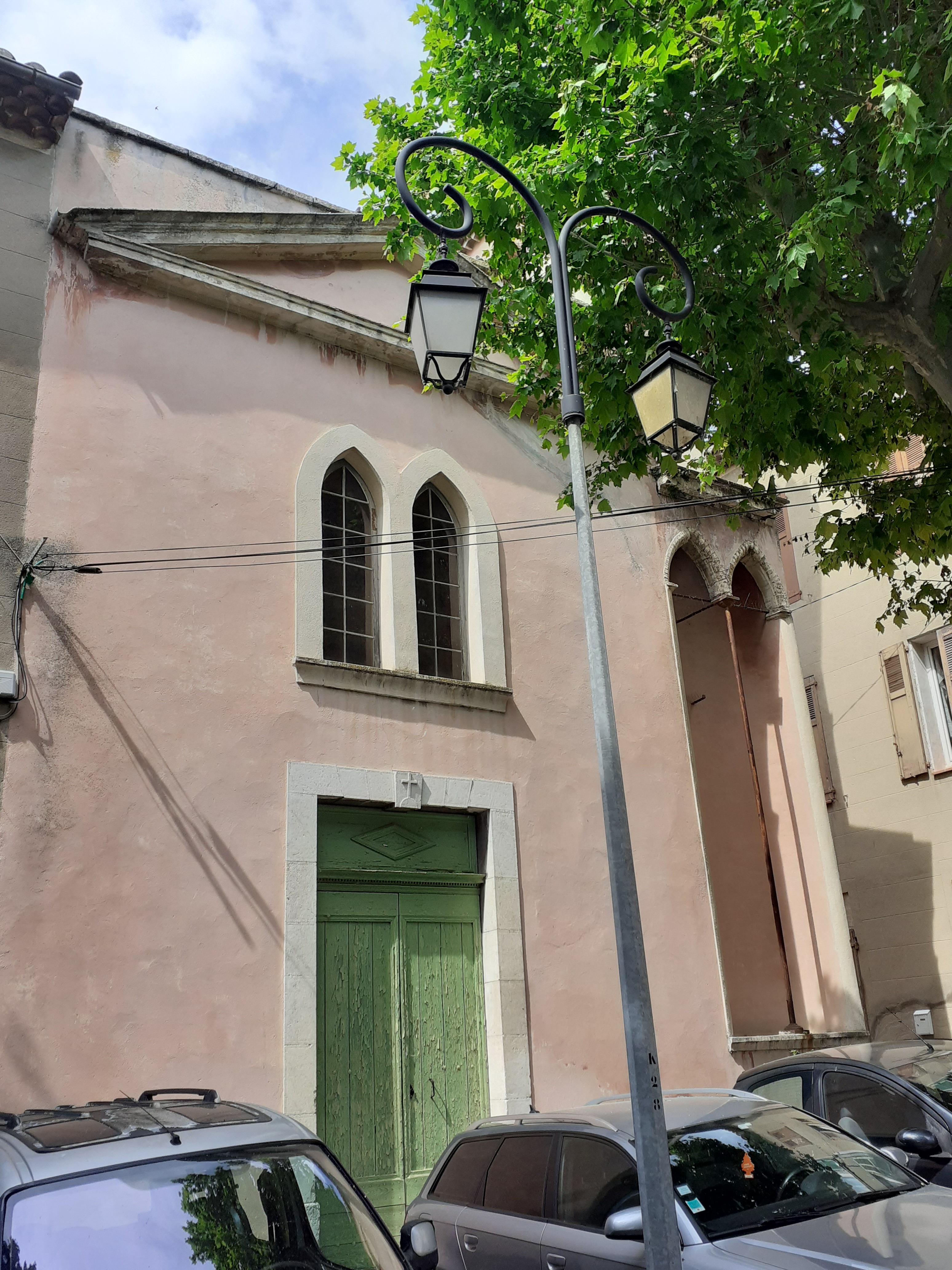
La façade de la chapelle des pénitents

- l'église Saint-Jean-Baptiste, inscrite depuis 1988[66], dont les éléments les plus anciens datent du XIe siècle et sa cloche de 1783[67].

Mais également des édifices de moindre importance :
- La chapelle Notre Dame d'Orgnon, disposant d'un point de vue sur le village. Aucune cérémonie n'y est possible du fait de son état, sauf la fête religieuse qui a lieu le Lundi de Pâques. Après la messe, célébrée par le curé du village, se déroule une fête champêtre[68].
- La chapelle Saint-Clair
- La chapelle du domaine du Moulin Blanc
- Monuments commémoratifs[69].

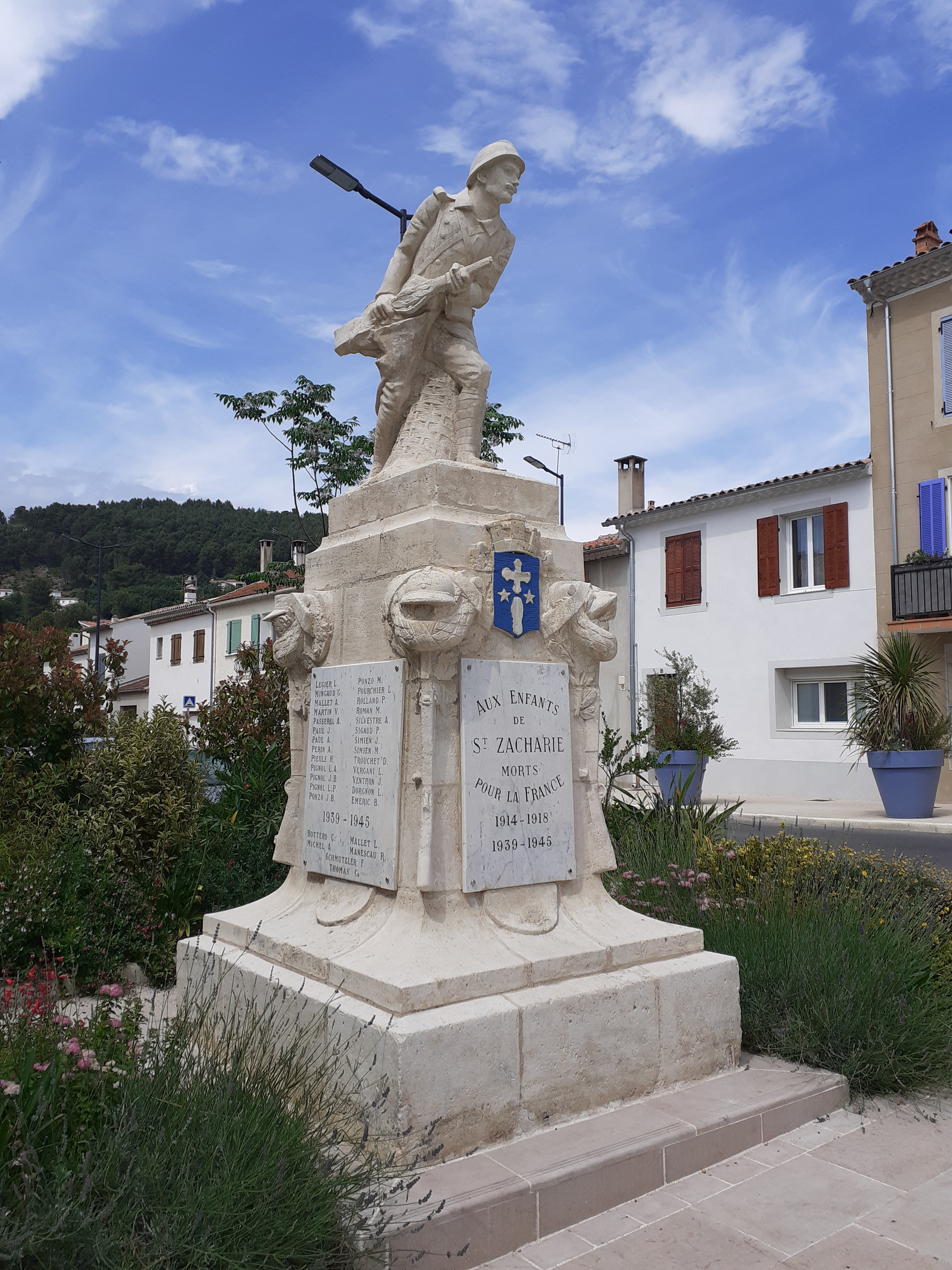
Le monument aux morts

#### Patrimoine civil
- Le château du Moulin Blanc, son parc (créé en 1851 par le paysagiste de Drée pour la famille de Saporta) et le corps de ferme sont inscrits depuis 2002[70]. Le jardin est l'un des plus beaux de la région Provence-Alpes-Côte d'Azur[71].
- Le bourg castral d'Orgnon, propriété privée, est classé depuis 1935 au patrimoine architectural[72].
- Le château de Montvert.

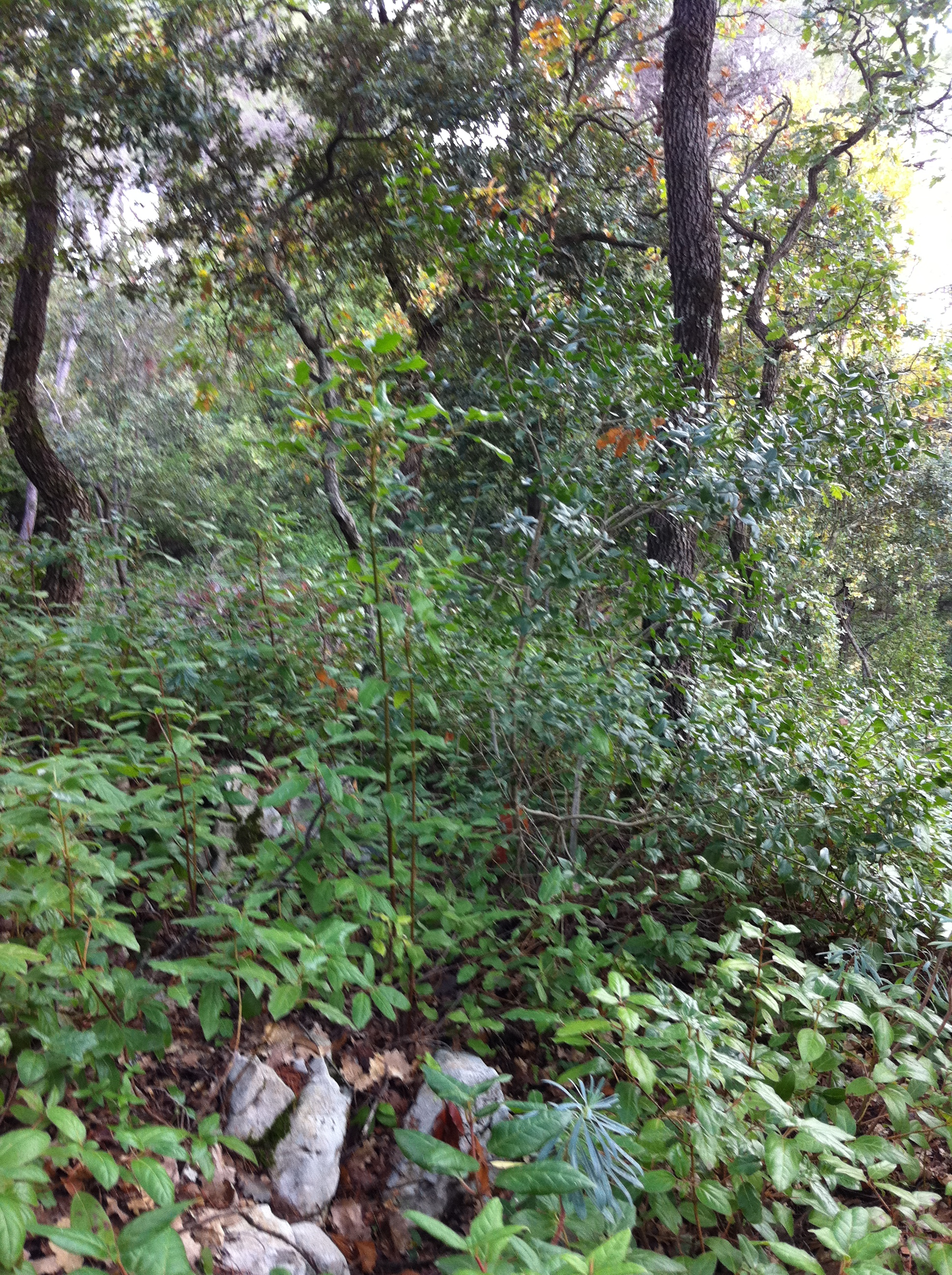
Forêt à Saint-Zacharie.

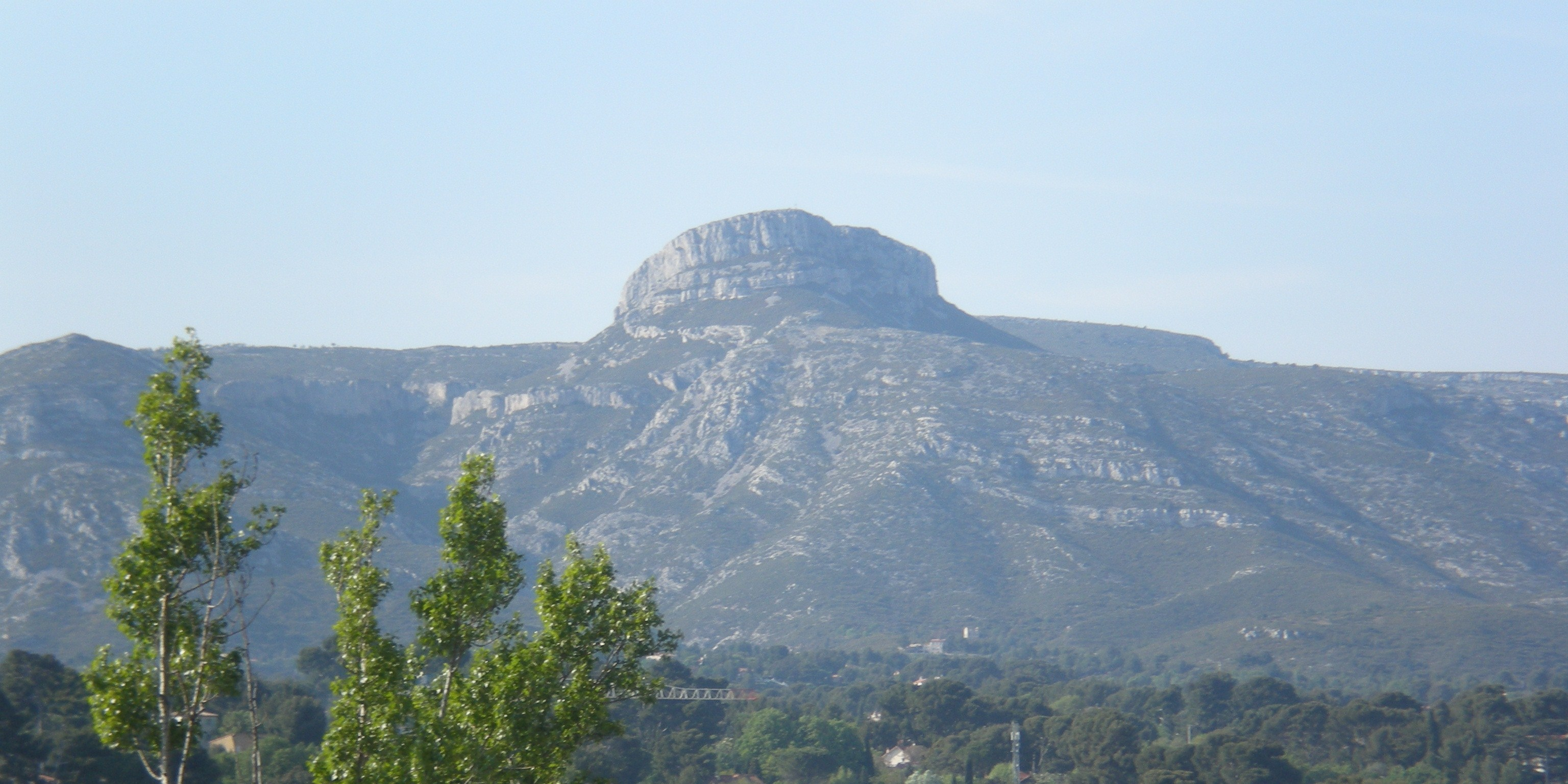
Massif du Garlaban à Aubagne.

- Seize fontaines réparties dans tout le bourg, datant, en majeure partie, de la première moitié du XIXe siècle : le Lion d'Or, place Saint-Roch, place Dréo, place de la Maintenance, la Marianne (place Ledru-Rollin), place de l'Église, cours Marceau, place de la Céramique, quartier du Pavillon, boulevard de la Libération, avenue Frédéric Mistral, la Petite Foux, avenue Juramy, Montée des Potiers, le Pavillon, et boulevard Bernard Palissy[73].
- Le Cercle Républicain du 21 septembre, créé le 21 septembre 1882, en hommage à la proclamation de la Première République, financé par les syndicats de céramistes et les industriels[74]. Il accueille des expositions autour de la céramique.
- Le cours Louis-Blanc.
- Les sources des Nayes[75], où se trouvent les traces d'un camp romain.
- Les fours à céramique (fin XIXe siècle, 5,5 m de haut, 7 m de large et 8,65 m de long). Installations rénovées « dans le cadre de la valorisation patrimoniale du passé industriel »[76].

#### Patrimoine naturel
- Platanes centenaires.

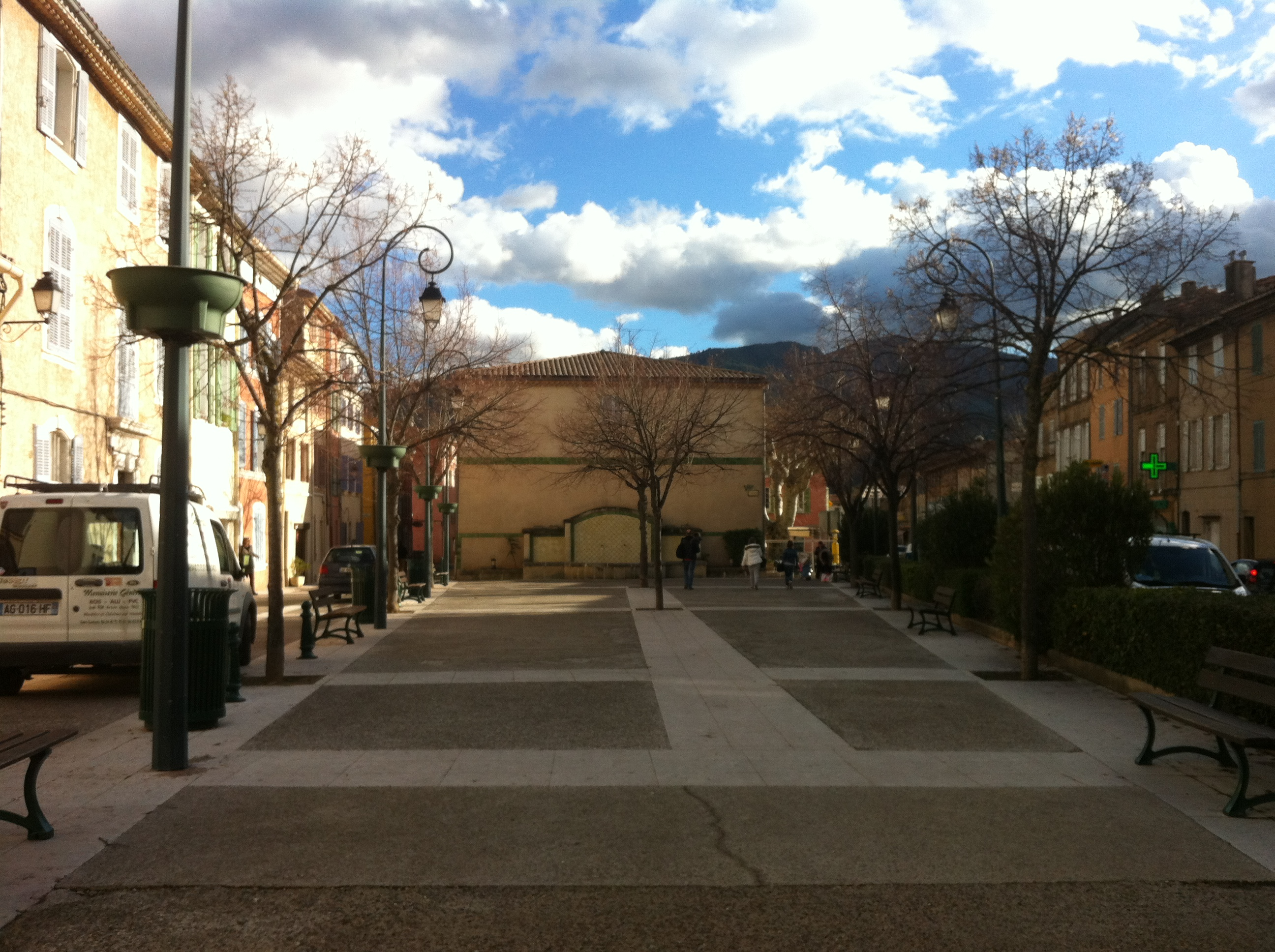
Place de la Céramique.

- La commune possède un arboterum, au château du Moulin Blanc. Le square Reda-Caire, le cours Louis-Blanc, ainsi que plusieurs autres places, ayant des platanes centenaires. La vallée de l'Huveaune (avec une mini plage de galets, une vieille écluse et un petit pont pluricentenaire), les sources des Nayes, les forêts dominant le village.
- Manifestations culturelles et festivités

### Langues
Jusqu'au XXe siècle, la langue principale de Saint-Zacharie est le provençal.
Le village, est situee à 30 km de marseille ce qui abrite une forme spécifique du français, modifié par le substrat linguistique provençal sur lequel il s'est greffé. L'accent marseillais, très présent à Saint-Zacharie est ainsi reconnaissable à une prononciation particulière :
- prononciation des -e terminaux, normalement muets, comme des -a atones ;
- élision des -l- mouillés : mi-(ll)-ion, esca-(l)-ier[78],[79] ;
- diphtongaison du -i ou du -y après un a- ou un e- : île Maïre (« Mail-re »), Béouveyre (« Béouveil-re », les Aygalades (« Éïgalades) ».

Le parler marseillais se distingue également par un vocabulaire propre et un grand nombre d'expressions dont certaines sont entrées dans les dictionnaires usuels. Il emploie également de nombreuses interjections caractéristiques : « Tè ! » (tiens), « Vé ! » (vois), « Vaï ! » (vas), etc..

### Cuisine et gastronomie
La commune de Saint-Zacharie et notamment celle d'Auriol (Bouches-du-Rhône) produisent une huile d'olive AOC produite exclusivement autour de ces deux communes. Le moulin présent à Auriol permet de déguster cette huile d'olive. Cette huile d'olive est une des meilleures huiles d'olive de Provence.

#### Les cuvées de Saint-Zacharie

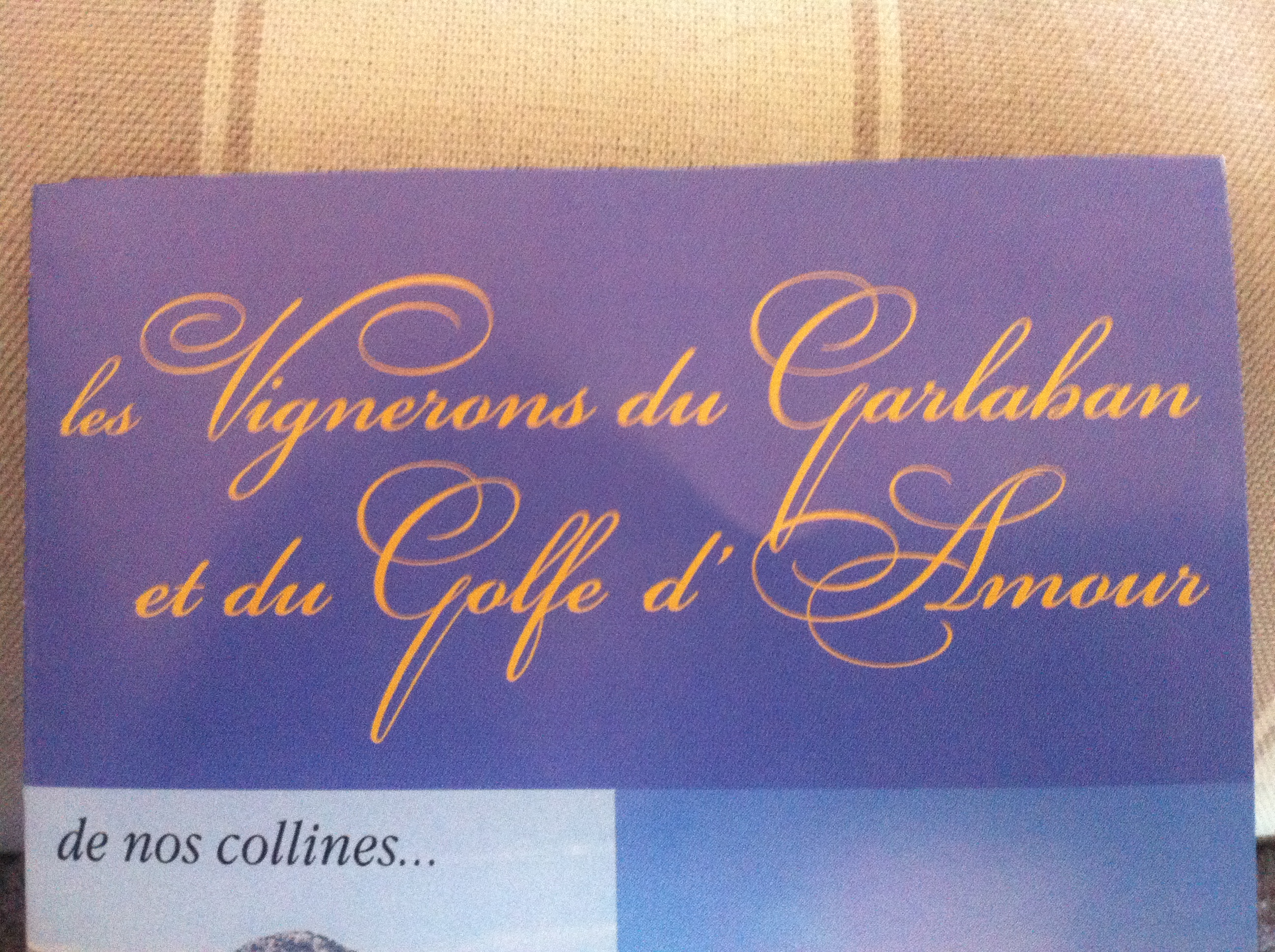
Le signe des vignerons du garlaban.

Il existe une cuvée spéciale à Saint-Zacharie, nommée Les deux clochers de Saint-Zacharie (vin de Pays du Var), provenant exclusivement de vignes situées sur la commune.

### Saint-Zacharie et le cinéma
En 1952, Marcel Pagnol tourne quelques scènes de son film Manon des sources dans le bourg, à la source des Nayes et dans la forêt de Saint-Zacharie.

### Personnalités liées à la commune
- Joseph Gasquet (1764-1819), général de la Révolution et de l’Empire, y est né.
- Joseph Paul Gaimard (1793-1858), naturaliste, y est né.
- Gaston de Saporta (1823-1895), paléobotaniste, créateur du parc botanique de l'entrée ouest du village[84].
- Savinienne Tourrette (1902-2002), graveuse et illustratrice, y est décédée.
- Reda Caire (1905-1963), chanteur populaire des années 1930, y est enterré.
- Florence Brunet (1959-2008), actrice, y est décédée.
- Jean-Claude Gaudin (1939-2024), homme politique français, y est décédé.

## Héraldique
| Blason | Blasonnement : D'azur au-dessous de soulier surmonté d'une croisette tréflée et accosté de deux étoiles, le tout d'or Commentaires : La semelle de chaussure, meuble tout à fait inhabituel, fait allusion au Saint Soulier ou San Sabatoun, une babouche que possède l’église de Saint-Zacharie et qu’une tradition ancienne dit avoir appartenu à la Vierge Marie. |